# Коробов, Владимир Исаакович
Влади́мир Исаа́кович Ко́робов (5 октября 1936, Лубны, Украинская ССР — 16 октября 1980, Ереван, Армянская ССР) — советский врач-рентгенолог, учёный, доктор медицинских наук, профессор.

## Биография
Доктор Коробов В. И. родился в городе Лубны 5 октября 1936 года в еврейской семье партийного работника Исаака Зельмановича Коробова и Эстер Шаевны Коробовой-Браславской. После окончания школы поступил в Харьковский рентгеновский техникум, который закончил в 1954 году.
Получив специальность рентгенотехника по монтажу и эксплуатации рентгеновской аппаратуры, работал по распределению в городе Кентау, Южно-Казахстанской области с 1954 по 1956 годы. В 1956 году переехал в г. Свердловск.
С 1956 по 1957 годы работал лаборантом кафедры рентгенологии Свердловского государственного медицинского института (СГМИ) и одновременно в качестве рентгенолаборанта в Свердловской клинической больнице № 1, освоив различные методики рентгенографии.
С 1957 по 1963 годы — студент СГМИ, председатель студенческого научного общества.
С 1963 по 1965 год обучался в клинической ординатуре на кафедре рентгенологии СГМИ.
С 1965 по 1967 год — аспирант Свердловского научно-исследовательский институт туберкулёза Минздрава РСФСР. После досрочного окончания аспирантуры и защиты кандидатской диссертации «Томографическое исследование в диагностике долевых и сегментарных затемнений лёгких» в 1968 году Коробов В. И. занимает должность младшего научного сотрудника, а через несколько месяцев старшего научного сотрудника НИИ туберкулёза.
В 1972 году защитил докторскую диссертацию «Рентгенодиагностика и дифференциальная диагностика хронических неспецифических воспалительных заболеваний лёгких». После защиты диссертации занял должность заведующего рентгено-диагностическим отделением НИИ туберкулёза.
В 1978 году приглашён на должность руководителя кафедры рентгенологии Ереванского государственного института усовершенствования врачей Минздрава СССР. Проработав в этой должности два с половиной года, скоропостижно скончался в возрасте 44 лет.

### Семья
Супруга — Любовь Акимовна Коробова (1939 г.) — врач-рентгенолог, кандидат медицинских наук, сын — Илья Владимирович Кор (1965 г.), дочь — Наталья Владимировна Браславская (1970 г.).

## Научная деятельность
Научная деятельность была посвящена различным аспектам рентгенодиагностики заболеваний органов дыхания и средостения. Еще будучи аспирантом, Коробов В. И. совместно с доктором Зильбергом Э. П. разработали методику обзорной рентгенографии грудной клетки лучами повышенной жесткости. Применяя различные экспериментальные фантомы легких, они пришли к выводу, что эта методика обладает большой разрешающей способностью в выявлении минимальных патологических изменений лёгких.
В процессе работы над кандидатской диссертацией (1965—1967 гг.) — «Томографическое исследование в диагностике долевых и сегментарных затемнений лёгких», Коробов пришел к очень важным выводам, что оптимальная разрешающая способность томографии лёгких зависит от методически правильного её исполнения — правильный подбор проекций и направления размазывания, также необходимо учитывать анатомическое строение бронхов и сосудов. При продольном расположении бронхов и сосудов (трахея, главные, промежуточные и нижне долевые бронхи) оптимально применять поперечное направление размазывания, а при поперечном расположении бронхов (I, II, VI, X сегментарные бронхи) использовать продольное направление размазывания. Для выявления среднедолевого бронха доктор предложил косые проекции. Такие методические усовершенствования позволяли значительно улучшать диагностку различных лёгочных поражений и, что очень важно, на томограммах определять патологию бронхов (эндобронхиальные опухоли, камни бронхов, трахео-бронхо мегалию).
В процессе работы над докторской диссертацией с 1968 по 1972 года он занимался дифференциальной диагностикой хронических неспецифических воспалительных заболеваний легких. В результате этой работы были сделаны важные выводы: хронические неспецифические воспалительные заболевания включают в себя вполне конкретные различные нозологические формы, имеющие свою характерную рентгенологическую картину, — хронический бронхит, бронхоэктазы, хроническая пневмония с преимущественной продуктивной формой воспаления и с преимущественной деструктивной формой воспаления, хронические абсцессы, циррозы, обструктивные пневмониты. Доказано, что комплексное правильно проведенное обследование больного, включая разные модификации томографии, лабораторные анализы, данные бронхоскопии и бронхографии, позволяют в большинстве случаев диагностировать каждую из выше перечисленных нозологических форм хронического неспецифического воспаления и выбрать оптимальный вид лечения.
Начиная с 1969 года и в течение многих лет доктор Коробов активно внедрял методику игловой биопсии под контролем рентгеновского экрана в каждодневную практику лёгочного хирургического отделения. Эта методика существенно повысила правильную дооперационную диагностику различных патологических образований лёгких. Совместно со своими учениками врачами-рентгенологами Карташовым В. М., Худяковым Л. М., Глушковым В. Р. была освоена методика игловой трансторакальной биопсии шаровых образований лёгких и средостения, были написаны и защищены диссертации на эту тему. Таким образом, Коробов В. И. стал руководителем научной школы рентгено-биопсической диагностики заболеваний лёгких и средостения. В 1972 году была издана монография «Игловая биопсия лёгких», Средне-Уральское книжное издательство.
Коробов В. И. опубликовал более ста научных работ, он является соавтором шести монографий, восьми рационализаторских предложений. Многократно выступал с докладами на всесоюзных съездах рентгенологов, на всесоюзных и республиканских конференциях и симпозиумах. Под его руководством были написаны и защищены двенадцать кандидатских диссертаций.

## Список научных работ
Монографии:
- М. Г. Виннер, М. Л. Шулутко, Г. Я. Гительман, В. И. Коробов, Камни бронхов, Свердловск, Средне-Уральское книжное изд-во, 1968

- В. И. Коробов, Соколов В. А., Методика томографии при туберкулёзе и других заболеваниях лёгких, Свердловск, 1969

- В. И. Коробов, В. М. Карташов, Р. В. Блинова, Игловая биопсия лёгких, Свердловск, Средне-Уральское книжное издательство, 1972

- В. И. Коробов, Э. И. Альтман, Н. В. Киприянова, Т. А. Салтыкова, Диагностика и лечение заболеваний средней доли правого лёгкого, Свердловск, Средне-Уральское книжное издательство, 1974

- В. И. Коробов, Соколов В. А., А. С. Тарасов, Диагностика туберкулёзного бронхоаденита у детей и подростков, Свердловск, 1975

- М. Л. Шулутко, Г. И. Лукомский, М. Г. Виннер, В. И. Коробов, Т. И. Казак, А. Б. Борщев, Г. И. Мазур, Хронический бронхит, Свердловск, Средне-Уральское книжное издательство, 1977

Статьи и другие научные работы:
- В. И. Коробов, Б. Н. Бейн и др., К обоснованию кибернетической диагностики поражений лёгких — материалы ХХХ студенческой научной конференции Ленинградского мединститута, Ленинград, 1963, с. 13-14

- В. И. Коробов, Л. Б. Наумов, Л. А. Турова, К обоснованию кибернетической диагностики заболеваний лёгких (статистические исследования) — тезисы докладов, I городская конференция молодых научных работников г. Свердловска, Свердловск, 1964, с. 85-86

- В. И. Коробов, А. М. Мезенцева, Опыт программированного обучения на кафедре рентгенологии — тезисы докладов, Республиканская конференция по программированному обучению, Воронеж, 1966, 2 с.

- В. И. Коробов, М. Г. Виннер, А. А. Максимова, Среднедолевой синдром у детей и подростков — материалы II Всероссийского съезда рентгенологов и радиологов, Ленинград, 1966, с. 256—257

- В. И. Коробов, М. Г. Виннер, Актуальные вопросы рентгенодиагностики и дифференциальной диагностики бронхолёгочных поражений// Вопросы организации диагностики и лечения больных туберкулёзом, Челябинск, 1966, с. 48-49

- В. И. Коробов, Рентгенодиагностика поражений бронхов// Вопросы организации диагностики и лечения больных туберкулёзом, Челябинск, 1966, с. 55-56

- В. И. Коробов, А. Ф. Деменева, К методике томографии крупных бронхов с поперечным направлением размывания — материалы III Научно-практической конференции по вопросам организации, диагностики, клиники и лечения туберкулёза лёгких, Свердловск, 1966, с. 38-39

- В. И. Коробов, О томографии при центральном раке лёгкого — материалы III Научно-практической конференции по вопросам организации, диагностики, клиники и лечения туберкулёза лёгких, Свердловск, 1966, с. 45-46

- М. Л. Шулутко, В. И. Коробов и др., Опыт диагностики и хирургического лечения бронхолитиаза// Грудная хирургия, 1966, № 6, с. 64-67

- В. И. Коробов, М. Г. Виннер, Э. П. Зильберг, Трахеобронхомегалия// Проблемы туберкулеза, 1967, № 2, с. 88

- В. И. Коробов, Томографическое исследование в диагностике долевых и сегментарных затемнений лёгких, Свердловск, 1967, 303 с.

- В. И. Коробов, М. Л. Шулутко, Резекция и пластика бронхов при туберкулёзе// Проблемы туберкулеза, 1967, № 10, с. 21

- В. И. Коробов, Томографическое исследование в диагностике долевых и сегментарных затемнений лёгких, Саратов, 1968, 15 с.

- М. Л. Шулутко, М. Г. Виннер, В. И. Коробов, Опыт диагностики и хирургического лечения средне-долевого синдрома у детей и подростков// Вестник хирургии, 1968, № 1, с. 36

- В. И. Коробов, К методике томографического исследования трахеи и крупных бронхов// Вестник рентгенологии и радиологии, 1968, № 2, с. 43-50

- В. И. Коробов, Методика томографического исследования при долевых и сегментарных затемнениях лёгких — материалы ХХХ-годичной сессии Свердловского медицинского института, Свердловск, 1968, с. 244—245

- В. И. Коробов, А. С. Тарасов, В. Н. Вуберман, Комплексное рентгено-бронхологическое исследование в диагностике периферического рака лёгкого — материалы Межобластной научной конференции рентгенологов и радиологов, Челябинск, 1968, с. 8

- В. И. Коробов, М. Г. Виннер, Сравнительная характеристика основных методов рентгенологического исследования в диагностике хирургического заболевания лёгких// Вопросы пульмонологии (доклады науч. конференции), Свердловск, 1968, с. 14-23

- В. И. Коробов, А. С. Тарасов, В. Н. Вуберман, Сравнительная оценка рентгено-бронхологических методов в диагностике периферического рака лёгкого// Вопросы пульмонологии (доклады науч. конференции), Свердловск, 1968, с. 63-72

- В. И. Коробов, А. С. Тарасов, Е. В. Горбунова, Бронхо-рентгенологические параллели в диагностике центрального рака лёгкого// Вопросы пульмонологии (доклады науч. конференции), Свердловск, 1968, с. 74-78

- В. И. Коробов, М. Г. Виннер, Сравнительная оценка томо- и бронхографии в диагностике рака лёгкого// Вопросы онкологии[1], 1968, № 6, 7 с.

- М. Г. Виннер, В. И. Коробов, Г. Я. Гительман, Диагностика и дифференциальная диагностика бронхолитиаза// Клиническая медицина, 1968, № 6, с. 140—144

- М. Г. Виннер, В. И. Коробов, К вопросу о среднедолевом синдроме при силикозе// Гигиена труда и профзаболеваний, Москва, 1968, № 5, с. 26-33

- В. И. Коробов, Э. П. Зильберг, Е. В. Горбунова, Карциносаркома лёгкого// Вопросы онкологии, 1968, № 10, с. 100—102

- В. И. Коробов, А. С. Тарасов, Е. В. Горбунова, Рентгено-бронхологическая диагностика рака лёгкого, в кн. «Вопросы лёгочной хирургии», V республиканская научная конференция, Львов, 1968, с. 36-37

- М. Л. Шулутко, М. Г. Виннер, В. И. Коробов, Диагностика доброкачественных опухолей лёгких// Санитарно-курортное и хирургическое лечение туберкулёза, Киев, 1968, 2с.

- М. Г. Виннер, В. И. Коробов, Э. П. Зильберг, Экспериментальное изучение влияния напряжения и фильтрации на диагностическую ценность рентгенографии лёгких — материалы пленума Всероссийского научного общества рентгенологов и радиологов, Оренбург, 1968, с. 10-12

- В. И. Коробов, М. Г. Виннер, Рентгенодиагностика аспергиллем лёгких// Вестник рентгенологии и радиологии[2], 1969, № 2, с. 32-37

- М. Г. Виннер, В. И. Коробов, Биопсия под рентгенологическим контролем в диагностике шаровидных образования лёгких —материалы расширенного пленума Правления Всероссийского научного общества рентгенологов и радиологов и Межобластной конференции врачей рентгенологов и радиологов Северо-Запада, Петрозаводск, Карельское книжное издательство, 1969, с. 17-19

- В. И. Коробов, Сравнительная оценка рентгенологического исследования и катетеризационной биопсии в диагностике периферического рака лёгкого, 1969 г.

- М. Г. Виннер, В. И. Коробов, О методике пункционной биопсии лёгких// Вестник хирургии, 1969, № 7, с. 18-20

- В. И. Коробов, Игловая биопсия лёгких// Клиническая медицина, 1969, № 6, с. 23-27

- В. И. Коробов, Э. П. Зильберг, Некоторые аномалии бронхов и их клиническое значение// Медицинская профилактика пневмокониозов, Березовский, Свердловская обл., 1969, с. 37-41

- В. И. Коробов, Э. П. Зильберг, Некоторые аномалии бронхов и их значение в лёгочной патологии, в кн. «Оздоровление условий труда в горнорудной промышленности», Свердловск, 1969, с. 50-53

- М. Л. Шулутко, В. И. Коробов и др., К вопросу о хронических неспецифических воспалительных заболеваний лёгких, обусловленных бронхолитиазом — материалы IV республиканского съезда терапевтов, БССР, Минск, 1969, с. 33-35

- В. И. Коробов, М. Г. Виннер, Специальные методики исследования в дифференциальной диагностике хронической неспецифической пневмонии и раке лёгкого — материалы IV республиканского съезда терапевтов, БССР, Минск, 1969, с. 40-43

- В. И. Коробов, Особенности методики рентгенологического исследования больных с ограниченными формами туберкулёза лёгких, в плане решения вопроса о хирургическом лечении — материалы I Всероссийской конференции по хирургическому лечению лёгочного туберкулёза, Курск, 1969, с. 72-74

- М. Г. Виннер, В. И. Коробов, Г. Я. Гительман, Рентгенодиагностика бронхиальных камней// Радиология-Диагностика: международный журнал по рентгенодиагностике, Берлин, 1969, № 3-4, с. 70-72

- В. И. Коробов, М. Г. Виннер, Э. П. Зильберг, Влияние напряжения на рентгеновской трубке и селективной фильтрации излучения на качество изображения при рентгенографии лёгких// Вестник рентгенологии и радиологии, 1969, № 6, с. 70-78

- В. И. Коробов, М. Г. Виннер, Э. П. Зильберг, О частоте и распознавании трахеобронхомегалии// Клиническая медицина, 1969, № 12, с. 42-47

- В. И. Коробов, М. Г. Виннер, Сравнительная оценка томо- и бронхографии в диагностике долевых и сегментарных поражений лёгких// Вопросы диагностики, лечения и организации борьбы с туберкулёзом в Западной Сибири, Новосибирск, 1969, с. 87-90

- М. Г. Виннер, В. И. Коробов, Рентгенодиагностика и дифференциальная диагностика хронических неспецифических воспалительных процессов средней доли правого лёгкого — материалы Всесоюзной конференции по пульмонологии, Ленинград, 1970, ч. II , с. 153—154

- М. Г. Виннер, В. И. Коробов, А. С. Тарасов, Р. В. Блинова, Трансторакальная пункционная и катетеризационная биопсия в диагностике шаровидных образований лёгких// Вопросы онкологии, 1970, № 1, с. 34-39

- В. И. Коробов, Н. В. Киприянова, О дифференциальной диагностике центрального рака и воспалительных поражений средней доли правого лёгкого// Вопросы онкологии, 1970, № 3, с. 65-69

- В. И. Коробов, М. Г. Виннер, Е. В. Горбунова, Клинико-рентгенологическая характеристика аденоматоза лёгких// Вопросы онкологии, 1970, № 8, с. 24-29

- В. И. Коробов, В. М. Карташов, В. П. Прокудина, Игловая биопсия в дифференциальной диагностике туберкулёза лёгких — материалы выездной сессии Всесоюзного НИИ пульмонологии МЗ СССР с Первой республиканской конференцией УССР по пульмонологии, Ленинград, 1970, II т., с. 39-41

- М. Г. Виннер, В. И. Коробов, Возможности и пределы рентгенологического метода исследования в диагностике и отличительном распознавании хронических неспецифических заболеваний лёгких — материалы выездной сессии Всесоюзного НИИ пульмонологии МЗ СССР с Первой республиканской конференцией УССР по пульмонологии, Ленинград, 1970, II т., с. 53-54

- В. И. Коробов, В. А. Соколов, К методике томографии лёгких при туберкулёзе// Проблемы туберкулёза, 1970, № 10, с. 42-45

- М. Г. Виннер, В. И. Коробов, Н. В. Киприянова, Рентгенодиагностика и дифференциальная диагностика хронических неспецифических воспалительных процессов средней доли правого лёгкого// Вестник рентгенологии и радиологии, 1970, № 5, с. 11-18

- М. Г. Виннер, В. И. Коробов, И. П. Трофимов, В. П. Сидоров, Дифференциальная диагностика множественных увеличенных интраторакальных лимфатических узлов// Клиническая медицина, 1970, № 12, с. 117—121

- М. Г. Виннер, В. И. Коробов, Рентгенодиагностика и дифференциальная диагностика — материалы XI областной конференции онкологов, Свердловск, 1970, с. 29-30

- В. И. Коробов, Особенности методики рентгенологического исследования больных с ограниченными формами туберкулёза при решении вопроса о хирургическом лечении// Вопросы хирургии лёгочного туберкулёза, Москва, 1970, с. 102—105

- В. И. Коробов, Рентгенологическая характеристика хронических неспецифических воспалительных заболеваний лёгких// Вопросы диагностики туберкулёза и некоторых неспецифических заболеваний органов дыхания, Свердловск, 1971, с. 63-68

- В. И. Коробов, М. Л. Шулутко, Т. И. Казак, Некоторые вопросы клиники и течения хронических неспецифических воспалительных заболеваний лёгких// Вопросы диагностики туберкулёза и некоторых неспецифических заболеваний органов дыхания, Свердловск, 1971, с. 68-73

- В. И. Коробов, К методике томографии, в кн. М. Г. Виннера и М. Л. Шулутко «Шаровидные образования лёгких», Свердловск, Средне-Уральское книжное издательство, 1971, с. 11-16

- В. И. Коробов, Игловая биопсия лёгких, в кн. М. Г. Виннера и М. Л. Шулутко «Шаровидные образования лёгких», Свердловск, Средне-Уральское книжное издательство, 1972, с. 40-50

- М. Г. Виннер, В. И. Коробов, М. Л. Шулутко, О выборе методики бронхологического исследования в работе пульмонологического центра// Бронхологические методы диагностики заболеваний лёгких (материалы к симпозиуму), М-во здравоохранения СССР, Всесоюзный НИИ пульмонологии, Ленинград, 1971, с. 29

- В. И. Коробов, В. П. Прокудина, Дифференциальная рентгенодиагностика хронической неспецифической пневмонии и инфильтративно-пневмонического туберкулёза долевой и сегментарной протяженности — краткие тезисы докладов к научно-практической конференции по вопросам лучевой диагностики туберкулёза и других заболеваний лёгких, Ленинград, 1971, с. 56-57

- М. Г. Виннер, М. Л. Шулутко, В. И. Коробов, Т. И. Казак, Хроническая пневмония// Клиническая медицина, 1971, № 12, с. 13-18

- В. П. Сидоров, В. И. Коробов, Рентгено-медиастиноскопия в диагностике метастазов рака лёгкого в лимфатические узлы средостения// Вопросы Онкологии, 1971, № 12. с. 27-31

- М. Л. Шулутко, М. Г. Виннер, В. И. Коробов, и др., Опыт работы пульмонологического центра при противотуберкулёзном диспансере, в кн. «Вопросы эпидемиологии и организации борьбы с туберкулёзом», Свердловск, 1971, с. 16-22

- В. И. Коробов, Рентгенодиагностика хронических неспецифических пневмоний// Вестник рентгенологии и радиологии, 1972, № 1, с. 43-49

- М. Л. Шулутко, В. И. Коробов, Т. И. Казак, Г. И. Мазур, Прогрессирующая хроническая пневмония// Грудная хирургия, 1972, № 2, с. 51-55

- Э. И. Альтман, В. И. Коробов, Диагностика и хирургическое лечение аденом бронха//Хирургия, 1972, № 3, с. 32-35

- Г. И. Лукомский, В. И. Коробов, М. Л. Шулутко, Т. И. Казак, К проблеме хронического бронхита — тезисы докладов Пленума Всесоюзного общества терапевтов, Тбилиси, 1972, с. 10-12

- В. И. Коробов, Рентгенологическое обоснование классификации хронических воспалительных заболеваний лёгких — тезисы докладов Пленума Всесоюзного общества терапевтов, Тбилиси, 1972, с. 118—120

- В. И. Коробов, Т. И. Казак, В. П. Прокудина, Рентгено-анатомическое сопоставление при долевых и сегментарных циррозах лёгких туберкулёзной природы, в кн. «Исследования по диагностике и лечению туберкулёза лёгких и пневмокониозов» (сбор. науч. раб.), Свердловск, 1972, с. 86-91

- В. И. Коробов, Рентгенодиагностика и дифференциальная диагностика хронических неспецифических воспалительных заболеваний лёгких, Свердловск, 1972, 420 с.

- В. И. Коробов, Рентгенологическая характеристика абсцесса лёгкого, в кн. «Вопросы клиники и лечения нагноительных заболеваний лёгких» (сбор. науч. раб.), Ленинград, 1972, с. 12-13

- М. Г. Виннер, В. И. Коробов, Н. В. Киприянова, В. П. Прокудина, Возможности и пределы рентгенодиагностики патологических процессов в средней доле// Радиология-Диагностика: международный журнал по рентгенодиагностике, Берлин, 1972, № 12, с. 2; с. 213—225

- М. Л. Шулутко, В. И. Коробов, А. В. Бедрин, Б,Д. Зислин, Методика амбулаторного обследования больных с лёгочной патологией — материалы симпозиума «Вопросы амбулаторного обследования больных хроническими неспецифическими заболеваниями лёгких», Таллин, 1972, с. 70-72

- М. Л. Шулутко, М. Г. Виннер, В. И. Коробов и др., Биоптические методы исследования в диагностике рака и других заболеваний лёгких// Вопросы онкологии, 1972, № 12, с. 68-74

- М.Г Виннер, В.И .Коробов, В. Р. Глушков, Рентгенодиагностика опухолей и бронхогенных воспалительных поражений плевры// Радиология, 1972, № 2, с. 200—213

- В. И. Коробов, Рентгенодиагностика хронических неспецифических воспалительных заболеваний лёгких// Советская медицина, 1973, № 7, с. 71-76

- В. И. Коробов , В. М. Карташов, Пункционная биопсия в диагностике шаровидных образований лёгких — тезисы докладов Свердловской городской и областной конференция хирургов, Свердловск, 1972, с. 159—160

- В. И. Коробов, М. Л. Шулутко, М. Г. Виннер, Рентгенологические методы исследования, в кн. Г. И. Лукомского, М. Л. Шулутко, М. Г. Виннера и др. «Бронхология», Москва, издательство Медицина[3], 1973, с. 26-39

- В. И. Коробов, Пункционная биопсия лёгких, в кн. Г. И. Лукомского, М. Л. Шулутко, М. Г. Виннера и др. «Бронхология», Москва, издательство Медицина, 1973, с. 86-88

- М. Г. Виннер, В. И. Коробов, Общая рентгенологическая симптоматология хронических неспецифических воспалительных заболеваний лёгких, в кн. Г. И. Лукомского, М. Л. Шулутко, М. Г. Виннера и др. «Бронхология», Москва, издательство Медицина, 1973, с. 157—165

- В. И. Коробов, Рентгенологическая диагностика хронического бронхита, в кн. Г. И. Лукомского, М. Л. Шулутко, М. Г. Виннера и др. «Бронхология», Москва, издательство Медицина, 1973, с. 174—177

- В. И. Коробов, Рентгенологическая диагностика бронхоэктазов, в кн. Г. И. Лукомского, М. Л. Шулутко, М. Г. Виннера и др. «Бронхология», Москва, издательство Медицина, 1973, с. 183—187

- М. Г. Виннер, В. И. Коробов, Рентгенологическая диагностика хронической пневмонии, в кн. Г. И. Лукомского, М. Л. Шулутко, М. Г. Виннера и др. «Бронхология», Москва, издательство Медицина, 1973, с. 204—208

- М. Л. Шулутко, В. И. Коробов, Т. И. Казак, Вопросы классификации хронических неспецифических воспалительных заболеваний лёгких// Вестник хирургии, 1973, № 12, с. 96-98

- М. Л. Шулутко, М. Г. Виннер, В. И. Коробов, Хронический бронхит и бронхоэктазы у детей и подростков// Педиатрия, 1974, №.7, с. 3-7

- В. И. Коробов, Э. И. Альтман, Диагностика и хирургическое лечение бронхолитиаза// Хирургия, 1974, № 8,с. 76-80

- В. И. Коробов, М. Л. Шулутко, В. П. Сидоров, Биоптические методы диагностики интраторакального туберкулёза лёгких, в кн. «Значение хирургии в излечении больных туберкулёзом лёгких», Москва, 1974, с. 177—179

- Соколов В. А., В. И. Коробов, Н. Г. Овчинникова, Рентгенодиагностика и дифференциальная диагностика метастатических опухолей лёгких//Вестник рентгенологии и радиологии, 1975, № 1, с. 45-50

- В. И. Коробов, В. П. Сидоров, Пробные торакотомии при раке лёгкого// Вопросы онкологии, 1975, № 3, с. 3-7

- В. И. Коробов, В. М. Карташов, В. Р. Глушков, Трансторакальная игловая биопсия в уточнённой диагностике злокачественных опухолей лёгких, плевры и средостения// Вопросы онкологии, 1975, № 3, с. 97-98

- В. И. Коробов, Современные принципы и методы дифференциальной диагностики рака лёгкого — тезисы докладов XII областной конференции онкологов, Свердловск, 1975, с, 117—119

- В. И. Коробов, М. Г. Виннер, В. М. Карташов, Трансторакальная игловая биопсия в диагностике ограниченных поражений лёгких// Вестник рентгенологии и радиологии, 1975, № 5, с. 40-45

- В. И. Коробов, Биоптические методы в уточнённой диагностике шаровидных образований лёгких, в кн. «Современные методы диагностики и лечения в пульмонологии», Рига, 1975, с. 79-81

- В. И. Коробов, Н. В. Киприянова, Г. И. Мазур, Семилетний опыт диагностической работы Свердловского областного пульмонологического центра// Вопросы организации пульмонологической помощи больным хроническими неспецифическими заболеваниями лёгких в СССР (сб. науч. раб.), Ленинград, 1975, с. 27-31

- В. И. Коробов, В. М. Карташов, Диагностика плазмоцитарной гранулёмы лёгкого// Грудная хирургия, 1976, № 2, с. 51-60

- М. Л. Шулутко, В. И. Коробов, Значение флюорографии для выявления рака лёгкого в доклинической стадии, Вопросы организации противораковой борьбы в РСФСР (сб. науч. раб.), Москва, 1976, с. 93-97

- М. Л. Шулутко, В. И. Коробов, Т. И. Казак, К вопросу о пороках развития лёгких, в кн. «Пороки развития и генетически обусловленные формы хронических неспецифических заболеваний лёгких», Ленинград, 1976, с. 102—103

- В. И. Коробов, Рентгено-биоптические исследования в диагностике туберкулёза и нетуберкулёзные заболевания лёгких — тезисы докладов VI научно-практической конференции фтизиатров БАССР, Уфа, 1976, с. 153—156

- М. Г. Виннер, В. И. Коробов и др., Динамические наблюдения при хроническом бронхите (рентгенологическое исследование)// Советская медицина, 1976, № 11, с. 116—120

- В. И. Коробов, В. Р. Глушков, Л. М. Худяков, Рентгено-биоптическая диагностика заболеваний средостения// Вестник рентгенологии и радиологии, 1977, № 4, с. 15-21

- В. И. Коробов, М. Л. Шулутко, Г. И. Мазур, Критерии разграничения острой затянувшейся и хронической пневмонии — тезисы докладов Х Всесоюзного съезда рентгенологов и радиологов, М-во здравоохранения СССР, Всесоюз. науч. об-во рентгенологов и радиологов, Москва, 1977, с 139—140

- В. И. Коробов, А. Б. Федотов, Рентгенологическая семиотика и диагностика ранних стадий центрального рака лёгкого — тезисы докладов Х Всесоюзного съезда рентгенологов и радиологов, М-во здравоохранения СССР, Всесоюз. науч. об-во рентгенологов и радиологов, Москва, 1977, с 151—152

- В. И. Коробов, Н. В. Киприянова, Рентгенодиагностика рака лёгкого разветвлённой формы роста// Вопросы онкологии, 1979, № 12, с. 3-8

Рационализаторские предложения:
- В. И. Коробов, В. М. Карташов, «Модифицированный метод трансторакальной игловой биопсии лёгкого», удостоверение на рационализаторское предложение № 14 от 15.11.1973, выдано Минздрав РСФСР

- В. И. Коробов, В. М. Карташов, «Методика томографии в боковой проекции с поперечным направлением размазывания», удостоверение на рационализаторское предложение № 15 от 15.11.1973, выдано Минздрав РСФСР

- В. И. Коробов, Л. М. Худяков, В. П. Шварёв, «Модифицированный шприц для бронхографии», удостоверение на рационализаторское предложение № 27-75 от 16.06.1975, выдано Минздрав РСФСР

- В. И. Коробов, В. М. Карташов, «Методика томографии бронхов в косых проекциях», удостоверение на рационализаторское предложение № 36/53 от 21.10.1976, выдано Минздрав РСФСР

- В. И. Коробов, В. И. Глушков, «Методика рентгенологического исследования поражений кардио-диафрагмальных синусов», удостоверение на рационализаторское предложение № 38/54 от 21.10.1976, выдано Минздрав РСФСР

- В. И. Коробов, Г. К. Кутьин, «Методика изготовления препарата фиксированного раздутого лёгкого», удостоверение на рационализаторское предложение № 48 от 3.11.1977, выдано Минздрав РСФСР

- В. И. Коробов, Г. К. Кутьин, «Методика создания фантома лёгкого для экспериментальных рентгенологических исследований в диагностике туберкулёза», удостоверение на рационализаторское предложение № 49 от 3.11.1977, выдано Минздрав РСФСР

- В. И. Коробов, Г. К. Кутьин, "Приспособление для производства зонограмм на рентгеновских аппаратах типа «Диагномакс», удостоверение на рационализаторское предложение № 50 от 3.11.1977, выдано Минздрав РСФСР